# 설리번 스테이플턴
설리번 스테이플턴(Sullivan Stapleton, 1977년 6월 14일 ~ )은 오스트레일리아의 배우이다.

## 출연 작품
- 갱스터 스쿼드 - 잭 왈렌 역
- 라라걸 - 대런 위어 역